# Kingston Technology
Kingston Technology (ˈkɪŋstən tɛkˈnɑlədʒi) — американская частная корпорация, которая разрабатывает, производит и продаёт флеш-память и другие компьютерные комплектующие, связанные с памятью. В 2023 году была 25-й крупнейшей частной компанией США по версии журнала Forbes.
Штаб-квартира находится в Фаунтен-Велли, Калифорния, США. Компания имеет производственные объекты и представительства в США, Великобритании, Ирландии, Тайване и Китае.
Kingston осуществляет монтаж и сборку модулей памяти, флеш-накопителей и SSD, эта продукция реализуется как конечным потребителям через международную сеть дистрибьюторов, посредников и розничных продавцов, так и производителям электроники в качестве комплектующих.

## История компании
Kingston Corporation была основана 17 октября 1987 года иммигрантами с Тайваня Джоном Ту и Дэвидом Сунем, была названа по группе The Kingston Trio. В ответ на острую нехватку чипов памяти для поверхностного монтажа в 1987 году Ту и Сунь разработали способ изготовления модулей памяти Single In-line Memory Module (SIMM) с использованием технологии сквозного монтажа. Продукция компании была ориентирована на пользователей, которые желали увеличить объём оперативной памяти своих компьютеров. Первый год работы компания закончила с выручкой 12,8 млн долларов, а в 1989 году она достигла 36,5 млн долларов.
В 1990 году компания занялась апргрейдом процессоров — под брендом TurboChip предлагались центральные процессоры с увеличенным внутренним кэшем памяти, математическим сопроцессором и повышенной тактовой частотой. В 1990 году корпорация Microsoft выпустила операционную систему Windows 3.0, которая требовала большего объёма оперативной памяти, чем обычно было установлено в персональных компьютерах, поэтому за 1990 год выручка Kingston утроилась, а в 1991 году достигла 140,7 млн долларов. В 1992 году журнал «Inc.» назвал Kingston самой быстрорастущей частной компанией в Америке. В этом году ассортимент продукции компании пополнился адаптерами Ethernet и Token Ring. В 1994 году на рынок были представлены флеш-накопители DataTraveler и DataPak. Благодаря выходу Windows 95 выручка компании в 1995 году впервые превысила 1 млрд долларов, составив 1,3 млрд, штат к этому времени достиг 450 сотрудников. В этом году было открыто отделение в Германии, а в 1996 году — во Франции и КНР. Однако в 1996 году цены на модули оперативной памяти резко упали, компания для сохранения уровня выручки начала продавать память производителям компьютеров, таким как Compaq, IBM и Sun Microsystems. В 1996 году Ту и Сунь продали 80-процентную долю в компании японской корпорации SoftBank, это было сделано в первую очередь для выхода на рынок Японии. Вырученные от продажи доли 1,5 млрд долларов были распределены среди сотрудников в виде бонусов (в среднем по 130 тысяч долларов на каждого сотрудника). В 1999 году эта доля была выкуплена у SoftBank обратно за 450 млн долларов.
В 2002 году началось использование бренда HyperX, сначала под ним выпускались модули оперативной памяти, затем флеш-накопители и компьютерная периферия, ориентированная на геймеров. В 2021 году права на этот бренд были проданы компании HP Inc. за 425 млн долларов, однако сделка включала только использование бренда для периферии (наушники, клавиатуры, мыши).
В 2016 году у Imation Corporation был куплен бренд флеш-накопителей с аппаратным шифрованием IronKey.

## Собственники и руководство
Компания является частной и контролируется основателями, Джоном Ту и Дэвидом Сунем. С капиталом более 12 млрд долларов в 2023 году они занимали 67-е место среди самых богатых американцев (список Forbes 400) и 365-е место в мире.
- Джон Ту (John Tu, род. 12 августа 1941 года) — сооснователь и генеральный директор (CEO)[10]
- Дэвид Сунь (David Sun, род. 12 октября 1951 года) — сооснователь и главный операционный директор[3].

## Продукты
Компания Kingston обладает несколькими собственными заводами. Компания сама не производит микросхем флеш-памяти и оперативной памяти DRAM, а закупает их у других компаний (например, Samsung Electronics, Micron Technology, Hynix) и изготавливает на их основе следующие продукты:
- Флеш-память:
  - извлекаемые карты памяти SD, Micro-Secure Digital, SDCIT, ранее также MMC, CompactFlash, Mini-Secure Digital,
  - встраиваемые карты памяти eMMC,
  - USB-флеш-накопители («флешки»),
  - твёрдотельные накопители (SSD);
- DRAM:
  - модули оперативной памяти DDR SDRAM под торговыми марками FURY, ValueRam и без маркировки (в качестве OEM-производителя),
  - встраиваемые компоненты DRAM с шариковыми контактами;
- eMCP, ePOP — компоненты, объединяющие микросхемы флеш-памяти и памяти DRAM в одном корпусе.

Кроме того, фирма Kingston изготавливает устройства считывания (кардридеры) для карт памяти формата SD, microSD и Compact Flash;
Продукты фирмы Kingston используются в составе различной аппаратуры:
- Серверы — брендовая память (IBM, HP и др.) и небрендовая для White-Box серверов (ValueRAM Server Premier)[11]
- Принтеры — память для принтеров LaserJet, Lexmark и др.
- Портативные цифровые проигрыватели — K-PEX 100, Mini-Secure Digital, Micro-Secure Digital, MMC.
- Сотовые телефоны — Mini-Secure Digital, Micro-Secure Digital, MMC.

Компании Kingston Technology Company, Inc. и Kingston Digital, Inc. являются дочерними компаниями Kingston Technology Corporation и занимаются соответственно оперативной памятью и носителями на флеш-памяти.